# 奧博茲內
48°43′56″N 39°18′31″E / 48.73222°N 39.30861°E
奧博茲内（羅馬化：Obozne）是位於烏克蘭東部的村莊，由盧甘斯克州卢甘斯克区的卢汉斯克市镇負責管轄。該村始建於1962年，面積1.08平方公里，海拔高度122米，2001年人口211，人口密度每平方公里194.7人。